# SKT 600ステーション
『SKT 600ステーション』（エスケイティー ろくまるステーション）は、1989年10月2日から1991年3月29日まで静岡県民放送（静岡けんみんテレビ、以下SKT、現：静岡朝日テレビ・SATV）で放送された月曜日から金曜日夕方のローカルワイドニュース番組である。
テレビ朝日（ANN）で『ニュースシャトル』に替わって1989年10月2日から1991年3月29日まで放送された『600ステーション』の静岡県ローカルパートであるが、土日版は『ANN SKT530ステーション』と題して1990年10月6日から1993年3月28日まで放送された。

## キャスター
- 野中武彦（当時SKT報道部デスク）
- 吉田克江（旧姓：梅原、当時SKTアナウンサー）
- 森脇健仁（当時SKTアナウンサー、県内スポーツコーナー担当）
- 坂井仁美（当時SKTアナウンサー、ウエザーたいむ担当）

## スタジオ
この番組の開始に合わせ、それまで本社4階にあった報道制作局（この番組の制作を担当していた報道部も含む）が2階へ移転し、それに合わせ移転した報道部に隣接するスペースに「報道オープンスタジオ」（Nスタジオ）を新設。それ以降はこの番組を含め、ニュース番組はすべてここから放送されていた。
ちなみにNスタジオ稼働までの間、同社にはスタジオが1つしか無かったことから、夕方のワイドニュースはスタジオから放送し、それ以外のニュースは主調整室内のアナウンスブースにカメラと簡易セットを常設し、そこから放送されていたという。

## 放送時間
| 期間                          | 放送時間（JST）        | 放送時間（JST）        |
| 期間                          | 月曜 - 金曜            | 土曜・日曜             |
| ----------------------------- | ---------------------- | ---------------------- |
| 1989年10月2日 - 1990年9月28日 | 18:00 - 18:55 （55分） | （放送無し）           |
| 1990年10月1日 - 1991年3月31日 | 18:00 - 18:55 （55分） | 17:30 - 18:00 （30分） |
| 1991年4月6日 - 1993年3月28日  | （放送終了）           | 17:30 - 18:00 （30分） |